# École nationale supérieure des technologies et industries du bois
Die École nationale supérieure des technologies et industries du bois (ENSTIB) ist eine französische Ingenieurhochschule mit Sitz in Épinal, die 1985 gegründet wurde.
Der Unterricht an der Hochschule orientiert sich an den Bedürfnissen des Holzsektors und stützt sich auf die Forschung. Es gibt vier Tätigkeitsschwerpunkte:
- Bauwesen – Planung
- Energie und Umwelt
- Produktion und Logistik
- Faserige Materialien.[2]

Die Hochschule ist eine öffentliche Hochschuleinrichtung. Sie ist Mitglied der Université de Lorraine und der Institut national polytechnique de Lorraine.

## Berühmte Absolventen
- Jean-Luc Sandoz (* 1960), Ingenieur
- Frédéric Pichelin, promotion 1996, responsable de l’institut des matériaux et de la technologie du bois, Haute école spécialisée Bernoise BFH[5]
- Marie-Pierre Laborie, promotion 1996, Professeur Faculté de l'environnement et des ressources naturelles, Universität Freiburg
- Henri Baillères, promotion 1990, General Manager Forests to Timber Products, Scion New Zealand Crown Research Institute